# Pusjtjino
Pusjtjino (russisk: Пу́щино, tr. Púsjtjino) er en lille by på 20.100 indbyggere (2005) beliggende ved floden Oka i den russiske region Moskva oblast ca. 120 km syd for Moskva. For ikke at forveksle byen med andre af samme navn, bliver den ofte omtalt som Pusjtjino ved Oka. På den anden side af floden Oka, ligger Prioksko-Terrasny biosfære reservat.
Området omkring byen Pusjtjino blev ca. år 1500 givet til familien Pushchin (hvis forfar var ven af Pusjkin), der havde det som familiegård indtil det russiske videnskabsakademi i 1956 udvalgte området til oprettelsen af et nyt videnskabscenter. I 1966 fik Pusjtjino officiel status af by. Byen fortsætter med at være et vigtigt forskningscentrum med speciel fokus på mikrobiologi. Omkring en fjerdedel af beboerne er forskere. Iblandt forskningsinstitutterne i Pusjtjino findes:
- Protein forskningsinstitut[1]
- Pusjtjino Radio-astronomy observatorium[2]
- Matematisk institut med fokus på biologiske problemer[3]
- Institut for celle biofysik[4]
- Institut for biokemi og mikroorganismers fysiologi
- Institut for teoretisk og eksperimentel biofysik[5]
- Institut for grundlæggende biologiske problemer[6]
- Pusjtjino statsuniversitet og en afdeling af Moskvas statsuniversitet

Pusjtjino er i de senere år blevet et populært sommerweekend udflugtssted for moskvaborgere, der vil have lidt fred og ro væk fra den store by. Og fred, ren luft og en meget lav kriminalitetsrate har betydet, at en del moskovitter har valgt at flytte dertil.